# Nottingham High School
Nottingham High School är en privatskola som ligger i Nottingham, East Midlands i England. Skolan grundades av Agnes Mellers år 1513 efter att hennes make, Richard, hade avlidit. Hon grundade skolan delvis i hans minne, men även för att försöka gottgöra för flera av de felaktiga beslut Richard tidigare hade tagit mot befolkningen i Nottingham. Med hjälp från både Thomas Lovell och Henrik VIII av England kunde planerna för skolan officiellt säkras den 22 november 1513. Det är osäkert om skolan var helt ny när den öppnades detta år, då det finns information bevarad från åtminstone 1289 om en tidigare skola på denna plats. Sedan 1868 är skolan belägen högt uppe på Waverley Mount, norr om stadens centrum.

## Rektorer
- 2007–nutid: Kevin Fear
- 1995–2007: Christopher Stuart Parker
- 1970–1995: Dennis Trevor Witcombe
- 1954–1970: Kenneth Robert Imeson
- 1925–1953: Cedric Lawton Reynolds
- 1901–1925: George Sherbrooke Turpin
- 1884–1901: James Gow
- 1868–1884: Robert Dixon
- 1861–1868: Frederick Teeling Cusins
- 1833–1860: William Butler
- 1819–1833: Robert Wood
- 1806–1819: John Toplis
- 1793–1806: John Challand Forrest
- 1758–1793: Timothy Wylde
- 1731–1758: John Henson
- 1731: Edward Chappell
- 1722–1731: John Swaile
- 1720–1722: John Womack
- ?: Thomas Miles
- 1719: William Saunders
- 1718–1719: William Smeaton
- 1707–1720: Richard Johnson
- 1691–1707: Edward Griffith
- 1688–1691: Gowin Knight
- 1672–1688: Jeremiah Cudworth
- 1664–1672: Samuel Birch
- 1664: Henry Watkinson
- 1657–1664: Henry Pitts
- 1628–1657: Thomas Leake
- 1616–1628: Robert Theobald
- 1607–1616: Thomas Soresbie
- 1592–1607: John Lowe
- 1587–1592: Christopher Heylowe
- 1584–1587: Robert Ableson
- 1575–1584: John Depup
- 1565–1575: Brian Garnet
- 1563–1565: Henry Cockrame
- 1539–1563: George Somer
- 1528–1539: Robert Calton
- 1513–1528: John Smith

## Kända alumner
Dessa benämns ofta som "Old Nottinghamians".
- D.H. Lawrence, författare.
- Albert Ball, militär.
- Andy Turner, friidrottare.
- Ed Balls, politiker.
- Kenneth Clarke, politiker.
- Edward Davey, politiker.
- Jesse Boot, farmaceut.
- Henry Garnet, präst.